# لايون سيتي سيلورز
نادي هوم يونايتد هو نادي كرة قدم سنغافوري ويلعب في الدوري السنغافوري. تأسس النادي في عام 1995 دي ليون سيتي سيلورز لكرة القدم هو نادي كرة قدم سنغافوري محترف يقع في ليون سيتي، سنغافورة. يلعب النادي في دوري سنغافورة الممتاز، وهو أعلى دوري لكرة القدم في سنغافورة.
تأسس النادي في عام 2015 تحت اسم "ليون سيتي سيلورز"، وتم تغيير اسمه إلى "ليون سيتي سيلورز لكرة القدم" في عام 2020. 
يُطلق على النادي اسم "البحارة"، وهو يمثل قيم المجتمع والتميز والانضباط والالتزام والتواضع.
النادي يلعب مبارياته على أرضه في ملعب جالان بيسار، الذي يتسع لاستيعاب 6,000 متفرج.
النادي حقق بعض النجاحات في دوري سنغافورة الممتاز، حيث احتل المركز الثاني في موسم 2016، والمركز الثالث في موسم 2019.
النادي أيضًا يشارك في بطولات أخرى، مثل كأس سنغافورة وكأس دوري سنغافورة.

## وصلات خارجية
- الموقع الرسمي للنادي نسخة محفوظة 5 مايو 2009 على موقع واي باك مشين.